# Valér Švec
Valér Švec (Kmeťovo, 20 luglio 1935) è un allenatore di calcio ed ex calciatore slovacco, di ruolo attaccante.

## Carriera

### Giocatore
Vanta 9 presenze e 6 gol nelle competizioni UEFA per club.

## Palmarès

### Giocatore

#### Competizioni nazionali
- Campionato cecoslovacco: 3

Inter Bratislava: 1958-1959
Spartak Trnava: 1967-1968, 1968-1969

#### Competizioni internazionali
- Coppa Mitropa: 1

Spartak Trnava: 1967

### Allenatore

#### Competizioni nazionali
- Campionato cecoslovacco: 1

Spartak Trnava: 1970-1971
- Coppa di Cecoslovacchia: 1

Spartak Trnava: 1970-1971

#### Competizioni internazionali
- Coppa Piano Karl Rappan: 2

Inter Bratislava: 1976, 1977